# 1980 NBA Draft
1980 NBA Draft – National Basketball Association Draft, który odbył się 10 czerwca 1980 w Nowym Jorku.

## Legenda
Pogrubiona czcionka – wybór do All-NBA Team.
|  | - występ w NBA All-Star Game. |

Gwiazdka (*) - członkowie Basketball Hall of Fame.

## Runda pierwsza
| Nr | Zawodnik              | Narodowość        | Drużyna NBA                                 | College/Drużyna                             |
| -- | --------------------- | ----------------- | ------------------------------------------- | ------------------------------------------- |
| 1  | Joe Barry Carroll (C) | Stany Zjednoczone | Boston Celtics                              | Purdue University                           |
| 2  | Darrell Griffith (SG) | Stany Zjednoczone | Utah Jazz                                   | Louisville University                       |
| 3  | Kevin McHale* (PF)    | Stany Zjednoczone | Golden State Warriors (sprzedany do Boston) | University of Minnesota                     |
| 4  | Kelvin Ransey (PG)    | Stany Zjednoczone | Chicago Bulls                               | Ohio State University                       |
| 5  | James Earl Ray (PF)   | Stany Zjednoczone | Denver Nuggets                              | Jacksonville University                     |
| 6  | Mike O'Koren (SF)     | Stany Zjednoczone | New Jersey Nets                             | University of North Carolina at Chapel Hill |
| 7  | Mike Gminski (C)      | Stany Zjednoczone | New Jersey Nets                             | Duke University                             |
| 8  | Andrew Toney (SG)     | Stany Zjednoczone | Philadelphia 76ers                          | University of Louisiana                     |
| 9  | Michael Brooks (SF)   | Stany Zjednoczone | San Diego Clippers                          | La Salle University                         |
| 10 | Ronnie Lester (PG)    | Stany Zjednoczone | Portland Trail Blazers                      | University of Iowa                          |
| 11 | Kiki Vandeweghe (SF)  | Stany Zjednoczone | Dallas Mavericks                            | UCLA                                        |
| 12 | Mike Woodson (SF)     | Stany Zjednoczone | New York Knicks                             | Indiana University                          |
| 13 | Rickey Brown (C)      | Stany Zjednoczone | Boston Celtics (sprzedany do Golden State)  | Mississippi State University                |
| 14 | Wes Matthews (PG)     | Stany Zjednoczone | Washington Bullets                          | University of Wisconsin                     |
| 15 | Reggie Johnson (PF)   | Stany Zjednoczone | San Antonio Spurs                           | University of Tennessee                     |
| 16 | Charles Whitney       | Stany Zjednoczone | Kansas City Kings                           | North Carolina State University             |
| 17 | Larry Drew (PG)       | Stany Zjednoczone | Detroit Pistons                             | University of Missouri                      |
| 18 | Don Collins (SG)      | Stany Zjednoczone | Atlanta Hawks                               | Washington State University                 |
| 19 | John Duren (PG)       | Stany Zjednoczone | Utah Jazz                                   | Georgetown University                       |
| 20 | Bill Hanzlik          | Stany Zjednoczone | Seattle SuperSonics                         | University of Notre Dame                    |
| 21 | Monti Davis (SF)      | Stany Zjednoczone | Philadelphia 76ers                          | Tennessee State University                  |
| 22 | Chad Kinch (SG)       | Stany Zjednoczone | Cleveland Cavaliers                         | University of North Carolina                |
| 23 | Carl Nicks (PG)       | Stany Zjednoczone | Denver Nuggets                              | Indiana State University                    |

Gracze spoza pierwszej rundy tego draftu, którzy wyróżnili się w czasie gry w NBA to: Jeff Ruland, Rick Mahorn, Kurt Rambis.